# Nati il 13 dicembre
| Questa pagina contiene informazioni ricavate automaticamente dalle voci biografiche con l'ausilio del template Bio e di un bot. L'aggiornamento è periodico e automatico e ricostruisce completamente la pagina. Se manca una persona in questa lista, sei pregato di non aggiungerla, ma accertati piuttosto che la sua voce biografica contenga il template Bio e che i dati anagrafici siano correttamente compilati. Se il template Bio manca, inseriscilo tu stesso o, in alternativa, metti l'avviso {{tmp\|Bio}} che ne segnala la mancanza. Se i dati riportati sono sbagliati, correggi direttamente la voce biografica; le modifiche saranno visibili in questa lista entro pochi giorni. Per chiarimenti vedi il progetto biografie. La lista contiene solo le 1.064 persone che sono citate nell'enciclopedia e per le quali è stato implementato correttamente il template Bio. Pagina aggiornata al 5 ago 2025. |

## XIV secolo(1)
- 1363 - Jean Gerson, teologo e filosofo francese († 1429)

## XV secolo(2)
- 1476 - Lucia Broccadelli da Narni, mistica italiana († 1544)
- 1492 - Martín de Azpilcueta, economista, filosofo e teologo spagnolo († 1586)

## XVI secolo(7)
- 1521 - Papa Sisto V, papa, vescovo cattolico e cardinale italiano († 1590)
- 1533 - Erik XIV di Svezia, re svedese († 1577)
- 1540 - François Viète, matematico e politico francese († 1603)
- 1541 - Flaminio Filonardi, vescovo cattolico e storico italiano († 1608)
- 1553 - Enrico IV di Francia, re († 1610)
- 1559 - Massimiliano di Béthune, politico francese († 1641)
- 1585 - William Drummond di Hawthornden, poeta e storico scozzese († 1649)

## XVII secolo(16)
- 1618 - Pedro Nuño Colón de Portugal, nobile, politico e militare spagnolo († 1673)
- 1621 - Francisco de Moura, politico, diplomatico e militare portoghese († 1675)
- 1623 - Francesco Eschinardi, fisico e matematico italiano († 1703)
- 1637 - Lorenzo Magalotti, scienziato, letterato e diplomatico italiano († 1712)
- 1638 - Francesco Nazzari, presbitero, critico letterario e giornalista italiano († 1714)
- 1640 - Robert Plot, naturalista britannico († 1696)
- 1642 - Jaime de Palafox y Cardona, arcivescovo cattolico spagnolo († 1701)
- 1654 - Robert Livingston il Vecchio, imprenditore scozzese († 1728)
- 1662 - Francesco Bianchini, astronomo e storico italiano († 1729)
- 1664 - Carlotta Giovanna di Waldeck-Wildungen, nobile tedesca († 1699)
- 1665 - Antonio Felice Zondadari senior, cardinale e arcivescovo cattolico italiano († 1737)
- 1666 - Massimiliano Guglielmo di Brunswick-Lüneburg, principe e militare tedesco († 1726)
- 1671 - Francesco Antonio Coratoli, pittore italiano († 1722)
- 1678 - Yongzheng, imperatore cinese († 1735)
- 1680 - Maria Elisabetta d'Asburgo, nobile austriaca († 1741)
- 1700 - Giovanni Carestini, cantante castrato italiano († 1759)

## XVIII secolo(44)
- 1701 - Jean-Baptiste de Machault d'Arnouville, politico francese († 1794)
- 1705 - Alfonso Varano, poeta e drammaturgo italiano († 1788)
- 1712 - Angelo Scarabello, orafo e scultore italiano († 1795)
- 1714 - Gregorio Guglielmi, pittore italiano († 1773)
- 1716 - Francesco Ginanni, naturalista, biologo e botanico italiano († 1766)
- 1720 - Carlo Gozzi, drammaturgo e scrittore italiano († 1806)
- 1724 - Ulrich Theodor Aepinus, fisico tedesco († 1802)
- 1724 - Jan Adam Galina, compositore e direttore d'orchestra ceco († 1773)
- 1724 - Pietro Vigilio Thun, vescovo cattolico italiano († 1800)
- 1728 - Ambroise-Augustin Chevreux, religioso, abate e presbitero francese († 1792)
- 1729 - Francesco Polesini, vescovo cattolico italiano († 1819)
- 1730 - William Hamilton, archeologo, diplomatico e antiquario britannico († 1803)
- 1730 - Thomas Ludwell Lee, politico statunitense († 1778)
- 1732 - Jean-Claude Trial, violinista e compositore francese († 1771)
- 1737 - Charles-Joseph Compans de Brichanteau, vescovo cattolico italiano († 1796)
- 1737 - Camillo de Simeoni, cardinale e vescovo cattolico italiano († 1818)
- 1740 - Franz Xaver Schnizer, compositore e organista tedesco († 1785)
- 1747 - Giuseppe Caracciolo, rivoluzionario e principe italiano († 1808)
- 1747 - Giuseppe Maria Francesco Vigo, mercante italiano († 1836)
- 1749 - Francisco Javier de Lizana y Beaumont, arcivescovo cattolico spagnolo († 1815)
- 1753 - Giuseppe Avanzini, matematico e fisico italiano († 1827)
- 1756 - Pëtr Vasil'evič Mjatlev, nobile russo († 1833)
- 1759 - Gaspard-Jean-André Jauffret, vescovo cattolico francese († 1823)
- 1763 - Georg Dubislav Ludwig von Pirch, generale prussiano († 1838)
- 1763 - Filippo Schiassi, presbitero, archeologo e epigrafista italiano († 1844)
- 1767 - August Eberhard Müller, compositore e organista tedesco († 1817)
- 1769 - Luis Antonio Folgueras Sión, arcivescovo cattolico spagnolo († 1850)
- 1780 - Johann Wolfgang Döbereiner, chimico tedesco († 1849)
- 1784 - Luigi d'Asburgo-Lorena, nobile († 1864)
- 1784 - Pakubuwono V, sovrano indonesiano († 1823)
- 1785 - Anna Milder-Hauptmann, soprano austriaco († 1838)
- 1786 - Luigi Lechi, letterato e politico italiano († 1867)
- 1786 - Miguel de la Torre, generale spagnolo († 1843)
- 1787 - Mélesville, drammaturgo e librettista francese († 1865)
- 1789 - Giovanni Paolo Lasinio, incisore e pittore italiano († 1855)
- 1790 - Giuseppe Fieschi, rivoluzionario francese († 1836)
- 1791 - Phillip Parker King, esploratore e naturalista australiano († 1856)
- 1794 - Robert Kaye Greville, botanico e micologo inglese († 1866)
- 1795 - Just Mathias Thiele, storico e scrittore danese († 1874)
- 1796 - George Storrs, scrittore e insegnante statunitense († 1879)
- 1797 - Heinrich Heine, poeta tedesco († 1856)
- 1797 - Gaetano Recchi, politico italiano († 1856)
- 1798 - James Henry, poeta, medico e latinista irlandese († 1876)
- 1798 - Joseph R. Walker, avventuriero e esploratore statunitense († 1876)

## XIX secolo(167)
- 1802 - Joseph Hippolyte Guibert, cardinale, arcivescovo cattolico e religioso francese († 1886)
- 1802 - Charles-Ernest-Édouard Hardy de La Largére, generale francese († 1880)
- 1805 - Gherardo Freschi, agronomo e patriota italiano († 1883)
- 1805 - Johann von Lamont, astronomo scozzese († 1879)
- 1806 - Carlo Leone Denuelle, francese († 1881)
- 1807 - Giuseppe Arcangeli, religioso, filologo e letterato italiano († 1855)
- 1807 - Joaquim Marques Lisboa, militare e politico brasiliano († 1897)
- 1807 - Giuseppe Pecci, cardinale italiano († 1890)
- 1808 - Joseph Napoléon Sébastien Sarda Garriga, funzionario francese († 1877)
- 1809 - Carlo Maria L'Occaso, storico, poeta e patriota italiano († 1854)
- 1811 - Maximilian von Arco-Zinneberg, nobile austriaco († 1885)
- 1812 - Francesco Saverio Petagna, vescovo cattolico italiano († 1878)
- 1813 - Tancredi De Riso, imprenditore e politico italiano († 1890)
- 1813 - Giulio Rezasco, storico e politico italiano († 1894)
- 1814 - Livio Benintendi, politico italiano († 1896)
- 1814 - Agostino Petitti Bagliani di Roreto, generale e politico italiano († 1890)
- 1815 - Johann Gottfried Steffan, pittore svizzero († 1906)
- 1816 - Giuseppe Torelli, scrittore, giornalista e politico italiano († 1866)
- 1816 - Ernst Werner von Siemens, imprenditore e ingegnere tedesco († 1892)
- 1817 - Jean-Baptiste Millière, politico e giornalista francese († 1871)
- 1818 - Mary Todd Lincoln, first lady statunitense († 1882)
- 1818 - John Manners, VII duca di Rutland, scrittore inglese († 1906)
- 1819 - Alessandro Guardassoni, pittore italiano († 1888)
- 1821 - Joseph Noel Paton, pittore scozzese († 1901)
- 1822 - Vincenzo Brusco Onnis, giornalista e patriota italiano († 1888)
- 1822 - Pierre-Louis Pierson, fotografo francese († 1913)
- 1823 - Jules Louis Lewal, generale e scrittore francese († 1908)
- 1825 - Gerolamo Induno, pittore e patriota italiano († 1890)
- 1826 - Carolina Rosati, ballerina italiana († 1905)
- 1828 - Enrico Falck, imprenditore e ingegnere francese († 1878)
- 1829 - Angelo Quaglio il Giovane, scenografo tedesco († 1890)
- 1829 - Hugo Wilhelm von Ziemssen, medico tedesco († 1902)
- 1830 - Scipione Salvotti, medico, poeta e patriota italiano († 1883)
- 1831 - Bonaventura da Calangianus, religioso italiano († 1916)
- 1831 - Basilio Magni, letterato, storico dell'arte e giurista italiano († 1925)
- 1832 - Domenico Maria Valensise, teologo e arcivescovo cattolico italiano († 1916)
- 1833 - Edouard André, politico, mecenate e collezionista d'arte francese († 1894)
- 1833 - Petre S. Aurelian, politico rumeno († 1909)
- 1833 - Gregorio Maria Grassi, vescovo cattolico, missionario e santo italiano († 1900)
- 1833 - Gregorio Zappalà, scultore italiano († 1908)
- 1834 - Francis Silas Marean Chatard, vescovo cattolico statunitense († 1918)
- 1834 - Emidio Pacifici Mazzoni, giurista italiano († 1880)
- 1835 - Hubert Theophil Simar, arcivescovo cattolico tedesco († 1902)
- 1836 - Franz von Lenbach, pittore tedesco († 1904)
- 1837 - Arthur Ellis, generale inglese († 1907)
- 1837 - Luciano Raveggi, patriota italiano († 1899)
- 1838 - Pierre-Marie-Alexis Millardet, botanico francese († 1902)
- 1839 - Charles Clarke, generale inglese († 1932)
- 1840 - Theodor von Hörmann, pittore, militare e docente austriaco († 1895)
- 1841 - Stefano Carlo Lausetti, politico italiano († 1898)
- 1843 - George Stephănescu, compositore, direttore d'orchestra e docente rumeno († 1925)
- 1846 - Nikolaj Aleksandrovič Jarošenko, pittore russo († 1898)
- 1846 - Henri-Paul Motte, pittore francese († 1922)
- 1847 - Elisa Malesci-Pezzaglia, attrice teatrale italiana († 1891)
- 1847 - Kuno von Moltke, generale tedesco († 1923)
- 1848 - Enrico Forlanini, ufficiale, inventore e pioniere dell'aviazione italiano († 1930)
- 1848 - Henry Grant, generale inglese († 1919)
- 1849 - Enrico Galluppi, politico e avvocato italiano († 1915)
- 1850 - Giulio Branca, scultore italiano († 1926)
- 1850 - Charles Cavendish, III barone Chesham, generale inglese († 1907)
- 1850 - William Chapman, scrittore, poeta e giornalista canadese († 1917)
- 1853 - Leonardo Bazzaro, pittore italiano († 1937)
- 1853 - Carlo Giuseppe Cecchini, arcivescovo cattolico italiano († 1916)
- 1854 - Enrico Crespi, pittore e incisore italiano († 1929)
- 1854 - Rudolf Knietsch, chimico tedesco († 1906)
- 1855 - Vincenzo Sardi di Rivisondoli, arcivescovo cattolico italiano († 1920)
- 1856 - Svetozar Borojević von Bojna, generale austro-ungarico († 1920)
- 1860 - George Bingham, V conte di Lucan, ufficiale e politico irlandese († 1949)
- 1860 - Félix Galipaux, drammaturgo, romanziere e attore francese († 1931)
- 1860 - Lucien Guitry, attore teatrale francese († 1925)
- 1860 - Konstantin Schmidt von Knobelsdorf, generale tedesco († 1936)
- 1861 - Lucien Baudrier, velista francese († 1930)
- 1861 - Giorgio Belloni, pittore italiano († 1944)
- 1862 - Joseph Bruce Ismay, imprenditore britannico († 1937)
- 1863 - Pietro Baccelli, avvocato e politico italiano († 1930)
- 1863 - Carl Großmann, serial killer tedesco († 1922)
- 1863 - Harry Todd, attore statunitense († 1935)
- 1863 - Johannes Weiß, teologo, biblista e docente tedesco († 1914)
- 1864 - Morgan Singer, ammiraglio inglese († 1938)
- 1865 - Ángel Ganivet, filosofo, scrittore e diplomatico spagnolo († 1898)
- 1866 - Romeo Battistig, patriota italiano († 1915)
- 1867 - Kristian Birkeland, fisico norvegese († 1917)
- 1868 - Mario Sammarco, baritono italiano († 1930)
- 1868 - Paolino Tribbioli, vescovo cattolico italiano († 1956)
- 1869 - Gabriele Vettori, arcivescovo cattolico italiano († 1947)
- 1869 - Joseph de Pesquidoux, scrittore francese († 1946)
- 1870 - Hans Benndorf, fisico austriaco († 1953)
- 1870 - Edward LeSaint, regista, attore e sceneggiatore statunitense († 1940)
- 1870 - George Ovey, attore statunitense († 1951)
- 1871 - Emily Carr, pittrice canadese († 1945)
- 1872 - Edward Childs Carpenter, commediografo e sceneggiatore statunitense († 1950)
- 1873 - George Beban, attore, sceneggiatore e regista statunitense († 1928)
- 1873 - Valerij Jakovlevič Brjusov, poeta russo († 1924)
- 1873 - Augusta Curiel, fotografa surinamese († 1937)
- 1873 - Alceste Della Seta, politico, avvocato e giornalista italiano († 1942)
- 1873 - Cesare Orsenigo, arcivescovo cattolico e diplomatico italiano († 1946)
- 1874 - Emilio Alfieri, ginecologo italiano († 1949)
- 1874 - Josef Lhévinne, pianista e insegnante russo († 1944)
- 1876 - Nikolaj Nikolaevič Duchonin, generale russo († 1917)
- 1877 - Carlo Gagliazzo, politico italiano († 1933)
- 1877 - Otto Feyder, ginnasta e multiplista statunitense († 1961)
- 1877 - Mykola Leontovyč, compositore ucraino († 1921)
- 1877 - Edmond Locard, criminologo francese († 1966)
- 1877 - Déodat Roché, storico e esoterista francese († 1978)
- 1878 - Adriana Budevska, attrice teatrale bulgara († 1955)
- 1878 - Mario Cavallari, avvocato, politico e antifascista italiano († 1960)
- 1878 - Rex McDougall, attore britannico († 1933)
- 1878 - Dante Veroni, politico italiano († 1949)
- 1880 - Luciano Molinari, attore, cantante e imitatore italiano († 1940)
- 1880 - Richard Schayer, sceneggiatore statunitense († 1956)
- 1881 - Elsie Dalyell, medico australiano († 1948)
- 1881 - Yngve Larsson, politico svedese († 1977)
- 1882 - Albert Austin, attore, sceneggiatore e regista britannico († 1953)
- 1882 - Tsianina Redfeather Blackstone, mezzosoprano, compositrice e artista statunitense († 1985)
- 1884 - John B. O'Brien, attore e regista statunitense († 1936)
- 1884 - Otto Olsen, tiratore a segno norvegese († 1953)
- 1884 - Charles Stansfield, calciatore austriaco († 1941)
- 1885 - Aldo Molinari, regista, giornalista e impresario teatrale italiano († 1959)
- 1886 - Francesco Banterle, architetto italiano († 1972)
- 1886 - Ġużè Damato, architetto maltese († 1963)
- 1886 - Helen Gordon-Lennox, nobildonna britannica († 1965)
- 1886 - Jean Signoret, attore francese († 1923)
- 1887 - George Polya, matematico ungherese († 1985)
- 1887 - Luigi Pio Tessitori, indologo italiano († 1919)
- 1887 - Alvin York, militare statunitense († 1964)
- 1888 - Alfred Landé, fisico tedesco († 1976)
- 1888 - Gyula Vangel, calciatore ungherese († 1963)
- 1889 - Felice Corini, ingegnere e politico italiano († 1946)
- 1889 - Arnaldo Fortini, storico, scrittore e avvocato italiano († 1970)
- 1889 - Clarence Loomis, compositore, pianista e insegnante statunitense († 1965)
- 1889 - Nicola Margiotta, arcivescovo cattolico italiano († 1976)
- 1889 - Alberto Murer, generale e partigiano italiano († 1944)
- 1889 - Zofia Zamenhof, esperantista e pediatra polacca († 1942)
- 1890 - Albert Beuchat, calciatore svizzero († 1970)
- 1890 - Marc Connelly, drammaturgo e attore statunitense († 1980)
- 1890 - David McLean, calciatore scozzese († 1967)
- 1890 - Federico Pezzullo, vescovo cattolico italiano († 1979)
- 1891 - Jack Brennan, calciatore inglese († 1942)
- 1891 - Samuel Dushkin, violinista statunitense († 1976)
- 1891 - Félix Arenas Gaspar, ufficiale spagnolo († 1921)
- 1891 - Josef Reichert, generale tedesco († 1970)
- 1891 - Edoardo Salerno, politico e prefetto italiano († 1978)
- 1892 - Jacopo Lombardini, insegnante e predicatore italiano († 1945)
- 1892 - Georg Østerholt, saltatore con gli sci norvegese († 1982)
- 1893 - Giordano Ottolini, militare italiano († 1916)
- 1893 - Richard Parke, bobbista statunitense († 1950)
- 1893 - Ana Pauker, politica romena († 1960)
- 1893 - Stanisław Szukalski, scultore e pittore polacco († 1987)
- 1894 - Fernando de Fuentes, regista messicano († 1958)
- 1894 - Friedrich Hefty, aviatore austro-ungarico († 1965)
- 1894 - Lionello Matteucci, politico italiano († 1957)
- 1895 - Raffaele Menici, militare e partigiano italiano († 1944)
- 1895 - Lucía Sánchez Saornil, anarchica e poetessa spagnola († 1970)
- 1895 - Gino Talamo, attore, regista e sceneggiatore italiano († 1968)
- 1896 - Arturo Cronia, linguista italiano († 1967)
- 1896 - Rafael Garza Gutiérrez, allenatore di calcio e calciatore messicano († 1974)
- 1896 - Dante Pagnottini, militare italiano († 1936)
- 1897 - Alberto Albertoni, calciatore italiano († 1956)
- 1898 - Teizo Horikoshi, economista giapponese († 1987)
- 1898 - Iva Pacetti, soprano italiano († 1981)
- 1898 - Severino Rosso, calciatore e allenatore di calcio italiano († 1976)
- 1898 - Giacomo Vittone, pittore e disegnatore italiano († 1995)
- 1898 - Clarence Walker, pugile sudafricano († 1957)
- 1899 - George Bellew, ufficiale irlandese († 1993)
- 1899 - Felice Costa, calciatore italiano († 1951)
- 1900 - Ionel Perlea, direttore d'orchestra e compositore rumeno († 1970)
- 1900 - Karel Teige, artista cecoslovacco († 1951)

## XX secolo(811)
- 1901 - Paolo Dezza, cardinale italiano († 1999)
- 1901 - Fritz Gschweidl, calciatore austriaco († 1970)
- 1901 - Albino Núñez Domínguez, scrittore, pedagogista e poeta spagnolo († 1971)
- 1902 - Panagiōtīs Kanellopoulos, politico e scrittore greco († 1986)
- 1902 - Guglielmo Meardi, ingegnere italiano († 1993)
- 1902 - Talcott Parsons, sociologo statunitense († 1979)
- 1903 - Ella Baker, attivista statunitense († 1986)
- 1903 - Domenico Bovone, antifascista italiano († 1932)
- 1903 - Giorgio Clarotti, economista italiano († 1961)
- 1903 - Norman Foster, regista, attore e sceneggiatore statunitense († 1976)
- 1903 - José López Rubio, regista, sceneggiatore e drammaturgo spagnolo († 1996)
- 1903 - Marie Mejzlíková, velocista e lunghista cecoslovacca († 1994)
- 1903 - Carlos Montoya, chitarrista e compositore spagnolo († 1993)
- 1903 - John Piper, artista britannico († 1992)
- 1903 - Juan Pablo Pérez Alfonzo, diplomatico, politico e avvocato venezuelano († 1979)
- 1904 - Glen Byam Shaw, attore, regista teatrale e direttore artistico britannico († 1986)
- 1904 - William Hunter McCrea, astronomo britannico († 1999)
- 1904 - Giuseppe Montalenti, biologo e genetista italiano († 1990)
- 1904 - Francisco Núñez Olivera, supercentenario spagnolo († 2018)
- 1904 - Alexander Hanchett Smith, micologo e agronomo statunitense († 1986)
- 1905 - Domenico Postpischl, scacchista italiano († 1980)
- 1906 - Cholín, calciatore spagnolo († 1967)
- 1906 - Hendrik Brugmans, politico olandese († 1997)
- 1906 - Helen Logan, sceneggiatrice statunitense († 1989)
- 1906 - Dragoslav Mihajlović, calciatore jugoslavo († 1978)
- 1906 - Marina di Grecia, nobile greca († 1968)
- 1906 - Laurens van der Post, scrittore e esploratore sudafricano († 1996)
- 1907 - Giuseppe Biondi, calciatore italiano († 1976)
- 1907 - Marcel Desrousseaux, allenatore di calcio e calciatore francese († 1974)
- 1907 - Ladislao Findysz, presbitero polacco († 1964)
- 1907 - Theodor Wisch, generale tedesco († 1995)
- 1907 - Luciano Zani, militare italiano († 1992)
- 1908 - Ángel Darío Acosta Zurita, presbitero messicano († 1931)
- 1908 - Désiré Bourgeois, calciatore belga († 1996)
- 1908 - Antonio Castillo, costumista e stilista spagnolo († 1984)
- 1908 - Plinio Corrêa de Oliveira, storico, politico e filosofo brasiliano († 1995)
- 1908 - Van Heflin, attore statunitense († 1971)
- 1908 - Sture Lagerwall, attore e regista svedese († 1964)
- 1908 - Enrico Marciani, attore italiano († 2001)
- 1908 - Hedda Morrison, fotografa tedesca († 1991)
- 1908 - Rostislav Pljatt, attore sovietico († 1989)
- 1908 - Vincenzo Vitale, pianista italiano († 1984)
- 1909 - Arpad De Riso, sceneggiatore italiano († 1983)
- 1909 - Florine McKinney, attrice statunitense († 1975)
- 1909 - István Miklósi, calciatore ungherese († 1963)
- 1910 - Luciano Albertini, pittore italiano († 1985)
- 1910 - Giovanni Kasebacher, fondista italiano († 1987)
- 1910 - Lillian Roth, cantante e attrice statunitense († 1980)
- 1911 - Emmy Albus, velocista tedesca († 1995)
- 1911 - Rudolf Drozd, calciatore cecoslovacco († 1967)
- 1911 - Trygve Haavelmo, economista norvegese († 1999)
- 1911 - Weston La Barre, antropologo statunitense († 1996)
- 1912 - Jaroslav Bouček, calciatore cecoslovacco († 1987)
- 1912 - Umberto Delle Fave, politico italiano († 1986)
- 1912 - Luiz Gonzaga, cantante, fisarmonicista e compositore brasiliano († 1989)
- 1912 - Oliviero Icardi, calciatore uruguaiano
- 1912 - Lin Jaldati, partigiana e cantante olandese († 1988)
- 1912 - Joseph Larichelière, militare canadese († 1940)
- 1912 - Adolf Laudon, calciatore austriaco († 1984)
- 1912 - Paschal Sweeney, vescovo cattolico e missionario australiano († 1981)
- 1913 - Gerda Christian, funzionaria tedesca († 1997)
- 1913 - Mario Lozano, attore argentino († 2005)
- 1913 - John Pope-Hennessy, storico dell'arte britannico († 1994)
- 1913 - Bruno Tacconi, scrittore e odontoiatra italiano († 1986)
- 1913 - Primo Visentin, partigiano italiano († 1945)
- 1913 - Stefan Zuck, alpinista tedesco († 1941)
- 1914 - Fred Coe, regista e produttore televisivo statunitense († 1979)
- 1914 - Larry Parks, attore statunitense († 1975)
- 1915 - Wilfrid Dixon, statistico statunitense († 2008)
- 1915 - Curd Jürgens, attore tedesco († 1982)
- 1915 - Peter Lindgren, attore svedese († 1981)
- 1915 - Ross Macdonald, scrittore statunitense († 1983)
- 1915 - Balthazar Johannes Vorster, politico sudafricano († 1983)
- 1916 - Archie Moore, pugile, attivista e attore statunitense († 1998)
- 1916 - Mark Stevens, attore e regista statunitense († 1994)
- 1917 - Miron Constantinescu, sociologo, storico e politico romeno († 1974)
- 1917 - Charles Frankel, filosofo, diplomatico e docente statunitense († 1979)
- 1917 - Paul Géroudet, ornitologo e naturalista svizzero († 2006)
- 1917 - Alberto Giubilo, giornalista e telecronista sportivo italiano († 1997)
- 1917 - John Hart, attore statunitense († 2009)
- 1917 - Jan Baalsrud, militare norvegese († 1988)
- 1917 - Benoît Musy, pilota motociclistico e pilota automobilistico svizzero († 1956)
- 1917 - Geminio Ognio, pallanuotista e nuotatore italiano († 1990)
- 1917 - Vittorio Patrelli Campagnano, ammiraglio italiano († 2013)
- 1917 - Ann Richards, attrice australiana († 2006)
- 1918 - Francesco Greco, magistrato italiano († 2016)
- 1918 - Sergio Marullo Di Condojanni, politico italiano († 1988)
- 1918 - Gildo Monari, ciclista su strada italiano († 1994)
- 1918 - Giovanni Nervo, presbitero e partigiano italiano († 2013)
- 1918 - Bill Vukovich, pilota automobilistico statunitense († 1955)
- 1919 - Ernani D'Alconzo, calciatore italiano († 2004)
- 1919 - Hans-Joachim Marseille, aviatore tedesco († 1942)
- 1919 - Andrea Milani, calciatore italiano († 1978)
- 1919 - Renzo Renzi, critico cinematografico, storico del cinema e saggista italiano († 2004)
- 1919 - Arnaldo Rivera, imprenditore e partigiano italiano († 1987)
- 1919 - Franca Trentin, antifascista italiana († 2010)
- 1919 - Enzo Zacchiroli, architetto italiano († 2010)
- 1920 - Franco Bertoldi, pedagogista italiano († 2005)
- 1920 - Doro Morigi, ciclista su strada e pistard italiano († 2019)
- 1920 - Kaysone Phomvihane, rivoluzionario e politico laotiano († 1992)
- 1920 - George Shultz, politico e economista statunitense († 2021)
- 1920 - Don Taylor, attore, regista e produttore televisivo statunitense († 1998)
- 1920 - Teo Usuelli, compositore italiano († 2009)
- 1920 - Jozef Zachar, regista slovacco († 2013)
- 1921 - Elda Cividino, ginnasta italiana († 2014)
- 1921 - Alberto Cotti, partigiano e scrittore italiano († 2015)
- 1921 - David Gale, matematico e economista statunitense († 2008)
- 1921 - Franco Salvi, politico italiano († 1994)
- 1921 - Frank Schaufuss, ballerino e direttore artistico danese († 1997)
- 1921 - Maurice Yaméogo, politico burkinabé († 1993)
- 1922 - Luciano Bonanni, attore italiano († 1991)
- 1922 - Marie-Jane Pruvot, politica francese († 2022)
- 1923 - Philip Warren Anderson, fisico statunitense († 2020)
- 1923 - Edward Bede Clancy, cardinale e arcivescovo cattolico australiano († 2014)
- 1923 - Larry Doby, giocatore di baseball e allenatore di baseball statunitense († 2003)
- 1923 - Pascual Enguídanos, scrittore spagnolo († 2006)
- 1923 - Giosi Roccamonte, politico italiano († 1999)
- 1923 - Antoni Tàpies, pittore, scultore e storico dell'arte spagnolo († 2012)
- 1924 - Henri Baillot, calciatore francese († 2000)
- 1924 - Gaetano Bonicelli, arcivescovo cattolico italiano
- 1924 - Robert Coogan, attore statunitense († 1978)
- 1924 - Maria Riva, attrice statunitense
- 1925 - Luciano Caldari, pittore italiano († 2012)
- 1925 - Alois Jonák, calciatore cecoslovacco († 1999)
- 1925 - Dick Van Dyke, attore, comico e showman statunitense
- 1925 - Cesare Vivaldi, poeta, critico d'arte e traduttore italiano († 1999)
- 1926 - Tadeusz Majewski, vescovo vetero-cattolico polacco († 2002)
- 1926 - Carlo Marinelli, musicologo e critico musicale italiano († 2022)
- 1926 - Herman Monter, calciatore tedesco († 1999)
- 1926 - George Rhoden, velocista e mezzofondista giamaicano († 2024)
- 1926 - Rita Tornborg, scrittrice svedese
- 1926 - Alfredo de Palchi, poeta e traduttore italiano († 2020)
- 1927 - Juan Alonso Adelarpe, calciatore e allenatore di calcio spagnolo († 1994)
- 1927 - John Hewie, calciatore scozzese († 2015)
- 1927 - Geneviève Page, attrice francese († 2025)
- 1927 - Vicente Seguí García, calciatore spagnolo († 1988)
- 1927 - James Wright, poeta statunitense († 1980)
- 1928 - Eve Meyer, attrice, modella e produttrice cinematografica statunitense († 1977)
- 1928 - Nati Mistral, attrice spagnola († 2017)
- 1928 - Jack Tramiel, superstite dell'Olocausto e imprenditore polacco († 2012)
- 1929 - Wilfried Bode, pallanuotista tedesco († 2012)
- 1929 - Irenio Jara, calciatore cileno († 1999)
- 1929 - Ngô Quang Trưởng, generale vietnamita († 2007)
- 1929 - Christopher Plummer, attore canadese († 2021)
- 1929 - Claudio Vecchi, politico italiano († 2001)
- 1930 - Haim Buch, calciatore israeliano († 2011)
- 1930 - Lucio Ceccarini, pallanuotista italiano († 2009)
- 1930 - Giovanni Moroni, politico italiano († 1992)
- 1930 - Robert Prosky, attore statunitense († 2008)
- 1930 - Nikolaj Rybnikov, attore sovietico († 1990)
- 1930 - Tranquillo Scudellaro, ciclista su strada italiano († 2000)
- 1930 - Evgenija Sidorova, sciatrice alpina russa († 2003)
- 1930 - Natan Zach, scrittore e poeta israeliano († 2020)
- 1931 - Herman Branover, fisico e educatore lettone
- 1931 - Ermenegildo Palmieri, politico e sindacalista italiano († 2018)
- 1931 - Wolfgang Stockmeier, compositore e organista tedesco († 2015)
- 1931 - Rudolf Vraniak, cestista e allenatore di pallacanestro cecoslovacco († 2022)
- 1932 - Kalevi Hämäläinen, fondista finlandese († 2005)
- 1932 - Tatsuya Nakadai, attore giapponese
- 1932 - Ferenc Sipos, calciatore ungherese († 1997)
- 1932 - Bruno Tognaccini, ciclista su strada italiano († 2013)
- 1932 - Tong Suet-fong, ex cestista taiwanese
- 1933 - Lou Adler, produttore discografico, regista e produttore cinematografico statunitense
- 1933 - Paul Bracq, designer francese
- 1933 - Lucio Del Pezzo, artista, pittore e scultore italiano († 2020)
- 1933 - Jack Hirschman, poeta statunitense († 2021)
- 1933 - Abe Jonker, ciclista su strada sudafricano († 1991)
- 1933 - Johnny Newman, allenatore di calcio e ex calciatore inglese
- 1933 - Else Nordhagen, sciatrice alpina norvegese († 2009)
- 1934 - Dave Burgess, chitarrista, cantante e compositore statunitense
- 1934 - Richard D. Zanuck, produttore cinematografico statunitense († 2012)
- 1935 - Nuccia Belletti, attrice italiana († 1971)
- 1935 - Romano Bernard, ex calciatore italiano
- 1935 - Luciano Caramel, critico d'arte e storico dell'arte italiano († 2022)
- 1935 - Maurizio Dardano, linguista e filologo italiano
- 1935 - Eyvindur P. Eiríksson, scrittore islandese († 2010)
- 1935 - Adélia Prado, poetessa, docente e filosofa brasiliana
- 1935 - Mario Richter, critico letterario italiano
- 1935 - Kenneth Ring, psicologo statunitense
- 1935 - Türkan Saylan, medico e attivista turca († 2009)
- 1935 - Alan Warren, ex velista britannico
- 1936 - Karim Aga Khan IV, imprenditore britannico († 2025)
- 1936 - Isidor Osipovič Chomskij, regista sovietico († 2020)
- 1936 - Andrew Cowan, pilota automobilistico e dirigente sportivo britannico († 2019)
- 1936 - Pietro Cugini, medico italiano († 2020)
- 1936 - Cliff Emmich, attore statunitense († 2022)
- 1937 - Dimităr Dimov, calciatore bulgaro († 2008)
- 1937 - Jutta Lampe, attrice tedesca († 2020)
- 1937 - Josep Lluís, cestista e allenatore di pallacanestro spagnolo († 2018)
- 1937 - Alberto Sainz, calciatore argentino († 2016)
- 1937 - Colin Sydenham, compositore di scacchi inglese
- 1938 - Daniela Calvino, attrice italiana († 2020)
- 1938 - Claude Constantino, cestista e allenatore di pallacanestro senegalese († 2019)
- 1938 - Alvin Curran, compositore statunitense
- 1938 - Heino, cantante e showman tedesco
- 1938 - Gus Johnson, cestista e allenatore di pallacanestro statunitense († 1987)
- 1938 - Jiří Šťastný, ex cestista cecoslovacco
- 1939 - Lucio Calonga, calciatore paraguaiano († 2007)
- 1939 - Michelle Duff, pilota motociclistica canadese († 2025)
- 1939 - Eric Flynn, attore britannico († 2002)
- 1939 - Rudolf Flögel, ex calciatore austriaco
- 1939 - Margrit Gertsch, ex sciatrice alpina svizzera
- 1939 - Robert Hosp, calciatore svizzero († 2021)
- 1939 - Mauro Mingardi, regista cinematografico italiano († 2009)
- 1939 - Akiko Wakabayashi, attrice giapponese
- 1940 - Catherine Belsey, critica letteraria britannica († 2021)
- 1940 - Edith Clever, attrice e regista teatrale tedesca
- 1940 - John Martorano, mafioso e collaboratore di giustizia statunitense
- 1941 - Lucio Cortese, fisarmonicista e compositore italiano
- 1941 - John Howard Dalton, politico statunitense
- 1941 - John Davidson, attore, cantante e showman statunitense
- 1941 - Laura Ranwell, nuotatrice sudafricana
- 1941 - Rüdiger Wolfrum, giurista tedesco
- 1942 - Howard Brenton, drammaturgo e sceneggiatore britannico
- 1942 - Maria Cristina Carlini, artista e scultrice italiana
- 1942 - Anna Eshoo, politica statunitense
- 1942 - Ferguson Jenkins, ex giocatore di baseball canadese
- 1943 - Bob Brier, egittologo statunitense
- 1943 - Ignacio Calderón, ex calciatore messicano
- 1943 - Bruno Cortini, regista e sceneggiatore italiano († 1989)
- 1943 - Joan Fa, ex cestista e dirigente sportivo spagnolo
- 1943 - Luciano Galliani, pedagogista e politico italiano
- 1943 - Maurice Hines, attore, ballerino e coreografo statunitense († 2023)
- 1943 - Gertraud Jesserer, attrice austriaca († 2021)
- 1943 - Antonio Eduardo Beci, ex calciatore spagnolo
- 1943 - Ragnhild Myklebust, sciatrice nordica norvegese
- 1943 - Johan Reinhard, esploratore e antropologo statunitense
- 1943 - Arturo Ripstein, regista messicano
- 1944 - Sandro Balletto, politico italiano
- 1944 - Tommy Gibb, ex calciatore scozzese
- 1944 - Vladimir Gundarcev, biatleta sovietico († 2014)
- 1944 - Guido Mannari, attore italiano († 1988)
- 1944 - Luigi Merati, fumettista italiano
- 1944 - Leo, fumettista brasiliano
- 1944 - Aleksandr Stefanovič, regista e produttore cinematografico russo († 2021)
- 1944 - Marti Webb, attrice e cantante inglese
- 1945 - Herman Cain, politico, imprenditore e conduttore radiofonico statunitense († 2020)
- 1945 - Carlo Carli, politico italiano
- 1945 - Eliécer Ellis, ex cestista panamense
- 1945 - Ludivina García, politica, storica e sindacalista spagnola
- 1945 - Kathy Garver, attrice statunitense
- 1945 - Brian McGuire, pilota automobilistico australiano († 1977)
- 1945 - Pinchas Steinberg, direttore d'orchestra israeliano
- 1946 - Maria da Gloria d'Orléans-Braganza, principessa brasiliana
- 1946 - Pierino Prati, calciatore e allenatore di calcio italiano († 2020)
- 1946 - Franco Turigliatto, politico italiano
- 1947 - Luca De Silva, artista italiano († 2018)
- 1947 - Luis Ángel González Macchi, politico e ex cestista paraguaiano
- 1947 - Rex Hagon, attore e doppiatore canadese
- 1947 - Sam Havrilak, ex giocatore di football americano statunitense
- 1947 - Jacob Ludvigsen, fotografo danese († 2017)
- 1947 - Lemar Parrish, ex giocatore di football americano statunitense
- 1947 - Tsuguo Sakumoto, karateka giapponese
- 1948 - Jeff Baxter, chitarrista statunitense
- 1948 - Lillian Board, velocista e mezzofondista britannica († 1970)
- 1948 - Pavle Bulatović, politico montenegrino († 2000)
- 1948 - Ted Nugent, chitarrista e cantante statunitense
- 1948 - Davy O'List, chitarrista, cantante e trombettista britannico
- 1948 - Tony Want, ex calciatore inglese
- 1949 - Tarik Akan, attore e produttore cinematografico turco († 2016)
- 1949 - Rolf Bernhard, ex lunghista svizzero
- 1949 - Kenji Kodama, regista giapponese
- 1949 - Robert Lindsay, attore inglese
- 1949 - Randy Owen, cantante e chitarrista statunitense
- 1949 - Pierre Russell, cestista statunitense († 1995)
- 1949 - Giovanbattista Tedesco, carabiniere italiano († 1989)
- 1949 - Aleksandar Tijanić, giornalista serbo († 2013)
- 1949 - Tom Verlaine, chitarrista, cantante e compositore statunitense († 2023)
- 1949 - Manny Villar, imprenditore e politico filippino
- 1950 - Catherine Cox, attrice e cantante statunitense
- 1950 - Darrell Larson, attore statunitense
- 1950 - Lorenzo Macrì, doppiatore e direttore del doppiaggio italiano
- 1950 - Wendie Malick, attrice e modella statunitense
- 1950 - Afemo Omilami, attore statunitense
- 1950 - Ljudmila Senčina, cantante e attrice russa († 2018)
- 1950 - Peter Spiring, ex calciatore inglese
- 1950 - Tom Vilsack, politico statunitense
- 1951 - Luciano Costantini, politico italiano
- 1951 - David Brandon, attore, scrittore e regista teatrale irlandese
- 1951 - Pierluigi Guiducci, giurista e storico italiano
- 1951 - Grażyna Gęsicka, sociologa e politica polacca († 2010)
- 1951 - Andrews Thazhath, arcivescovo cattolico indiano
- 1951 - Federico Tiezzi, attore, drammaturgo e regista teatrale italiano
- 1951 - Toru Yoshikawa, ex calciatore giapponese
- 1952 - Leonardo Carioni, politico italiano
- 1952 - Frank Grønlund, allenatore di calcio e ex calciatore norvegese
- 1952 - Junkyard Dog, wrestler e giocatore di football americano statunitense († 1998)
- 1952 - Larry Kenon, ex cestista statunitense
- 1952 - Lakshmi, attrice indiana
- 1952 - Jean Rouaud, scrittore francese
- 1952 - Lucia Sardo, attrice italiana
- 1952 - Philippe Sénac, medievista e islamista francese
- 1953 - Ben Bernanke, economista statunitense
- 1953 - Bob Gainey, allenatore di hockey su ghiaccio, ex hockeista su ghiaccio e dirigente sportivo canadese
- 1953 - Anat Gov, drammaturga israeliana († 2012)
- 1953 - Zoltán Magyar, ex ginnasta ungherese
- 1953 - Marina Tagliaferri, attrice e doppiatrice italiana
- 1953 - Pat Torpey, batterista statunitense († 2018)
- 1954 - John Anderson, cantautore statunitense
- 1954 - Mario Appignani, personaggio televisivo, attivista e scrittore italiano († 1996)
- 1954 - Angelo Carrara, ex biatleta italiano
- 1954 - Anthony Costly, ex calciatore honduregno
- 1954 - Steve Forbert, cantautore e musicista statunitense
- 1954 - José Van Tuyne, ex calciatore argentino
- 1954 - Hans-Henrik Ørsted, ex pistard danese
- 1955 - Emmanuèle Bernheim, scrittrice e sceneggiatrice francese († 2017)
- 1955 - Vincenzo Cirasola, sindacalista e saggista italiano
- 1955 - Paul Enquist, ex canottiere statunitense
- 1955 - Enrico Gatti, violinista italiano
- 1955 - Milan Jovin, ex calciatore jugoslavo
- 1955 - Ottavio Lavaggi, politico italiano
- 1955 - Valerij Loginov, scacchista russo
- 1955 - Joseph Mahmoud, ex siepista francese
- 1955 - Glenn Roeder, calciatore e allenatore di calcio inglese († 2021)
- 1955 - Thomas Römer, filologo e biblista svizzero
- 1955 - Lucia Vasini, attrice italiana
- 1956 - Patrick Descamps, attore e doppiatore belga
- 1956 - Majida El Roumi, cantante libanese
- 1956 - Juan Fernández de Alarcon, attore e modello dominicano
- 1956 - Clarita Gatto, attrice italiana
- 1956 - Phil Hubbard, ex cestista e allenatore di pallacanestro statunitense
- 1956 - Michael Nikolay, ex ginnasta tedesco
- 1956 - Torgeir Vatten, ex calciatore norvegese
- 1956 - Vincenzo Zitello, arpista, compositore e polistrumentista italiano
- 1957 - Sven-Eric Bechtolf, attore e regista teatrale tedesco
- 1957 - Steve Buscemi, attore e regista statunitense
- 1957 - Peter Deming, direttore della fotografia statunitense
- 1957 - Filippo Iannone, arcivescovo cattolico italiano
- 1957 - David Leveaux, regista e direttore artistico britannico
- 1957 - Abdellah Medjadi Liegeon, ex calciatore algerino
- 1957 - Morris Day, musicista, compositore e attore statunitense
- 1957 - Wayne Shelford, ex rugbista a 15 e allenatore di rugby a 15 neozelandese
- 1957 - Hirokazu Tanaka, compositore e musicista giapponese
- 1958 - Clark Brandon, attore statunitense
- 1958 - Enrico Cavaliere, politico italiano
- 1958 - Saverio Gaeta, giornalista, scrittore e saggista italiano
- 1958 - Lynn-Holly Johnson, attrice e ex pattinatrice artistica su ghiaccio statunitense
- 1958 - Donald Norcross, politico statunitense
- 1958 - Julie Nykiel, ex cestista australiana
- 1958 - Patrizia Pesenti, avvocata e politica svizzera
- 1958 - Dana Strum, bassista statunitense
- 1959 - Marcel·lí Antúnez Roca, performance artist spagnolo
- 1959 - Luciano Basile, allenatore di hockey su ghiaccio canadese
- 1959 - Giuseppe Ciminelli, militare italiano
- 1959 - Heino Enden, ex cestista e allenatore di pallacanestro sovietico
- 1959 - Andrea Griminelli, flautista italiano
- 1959 - Massimo Paolucci, politico italiano
- 1959 - Kevan Smith, calciatore inglese
- 1959 - Mario Tozzi, geologo, divulgatore scientifico e saggista italiano
- 1959 - Johnny Whitaker, attore, regista e produttore cinematografico statunitense
- 1959 - Boris Zhukov, ex wrestler statunitense
- 1960 - José Eduardo Agualusa, scrittore angolano
- 1960 - Ljubov' Aleksandrova, ex cestista sovietica
- 1960 - Marina Giulia Cavalli, attrice italiana
- 1960 - Rusty Cundieff, regista, produttore cinematografico e sceneggiatore statunitense
- 1960 - Adeva, cantante statunitense
- 1960 - Richard Dent, ex giocatore di football americano statunitense
- 1960 - Oliver Dashe Doeme, vescovo cattolico nigeriano
- 1960 - Trey Gunn, chitarrista e bassista statunitense
- 1960 - Bernard Pardo, ex calciatore francese
- 1961 - Franco Calandrini, direttore artistico, produttore cinematografico e scrittore italiano
- 1961 - Paul Folkvord, ex calciatore norvegese
- 1961 - Harry Gregson-Williams, musicista e compositore britannico
- 1961 - Irene Sáez, ex modella e politica venezuelana
- 1961 - Maurice Smith, kickboxer e artista marziale misto statunitense
- 1961 - Guðmundur Torfason, allenatore di calcio e ex calciatore islandese
- 1961 - Gary Zimmerman, ex giocatore di football americano statunitense
- 1962 - David A. Goodman, sceneggiatore e produttore televisivo statunitense
- 1962 - Roger Ilegems, ex pistard e ciclista su strada belga
- 1962 - Nihal Menzil, attrice turca
- 1962 - Luca Morino, cantante, compositore e produttore discografico italiano
- 1962 - Andreas Müller, ex calciatore tedesco
- 1962 - Jamie Raskin, avvocato e politico statunitense
- 1962 - Rex Ryan, allenatore di football americano statunitense
- 1962 - Ken'ichi Sonoda, fumettista, illustratore e character designer giapponese
- 1963 - Philippe Collet, ex astista francese
- 1963 - Uwe-Jens Mey, ex pattinatore di velocità su ghiaccio tedesco
- 1963 - Uriol Núñez, ex giocatore di calcio a 5 uruguaiano
- 1963 - Ferenc Salbert, ex astista francese
- 1964 - Ron Bellamy, ex pugile statunitense
- 1964 - Vili Beroš, politico croato
- 1964 - Richard Bradley, filosofo sudafricano
- 1964 - Dieter Eilts, allenatore di calcio e ex calciatore tedesco
- 1964 - Hide, cantante e chitarrista giapponese († 1998)
- 1964 - Arturs Krišjānis Kariņš, politico lettone
- 1964 - Martin Laliberté, missionario e vescovo cattolico canadese
- 1964 - Mario Marinică, allenatore di calcio e ex calciatore rumeno
- 1964 - Kristen McMenamy, supermodella statunitense
- 1964 - Marcela Morelo, cantautrice argentina
- 1964 - Lucky Peterson, cantante, tastierista e chitarrista statunitense († 2020)
- 1964 - Ricardo Gomes, allenatore di calcio e ex calciatore brasiliano
- 1964 - Jiří Rohan, ex canoista ceco
- 1964 - Hisanori Shirasawa, allenatore di calcio e ex calciatore giapponese
- 1964 - Andre Turner, ex cestista statunitense
- 1964 - Azər Zeynalov, musicista azero
- 1965 - Christoph Brüx, compositore, pianista e pittore tedesco
- 1965 - Jackie Clune, attrice, cantante e insegnante inglese
- 1965 - Luciano D'Alfonso, politico italiano
- 1965 - Ilario Di Buò, arciere italiano
- 1965 - Pablo Novak, attore e cantante argentino
- 1965 - Zbigniew Spruch, ex ciclista su strada e dirigente sportivo polacco
- 1965 - María Dolores de Cospedal, avvocato e politica spagnola
- 1966 - Craig Brewster, allenatore di calcio e ex calciatore scozzese
- 1966 - Lucio Ianiero, ex calciatore e ex giocatore di calcio a 5 canadese
- 1966 - Angelo Lecchi, ex ciclista su strada italiano
- 1966 - Roy Marble, cestista statunitense († 2015)
- 1966 - Marcus Marin, ex calciatore tedesco
- 1966 - Olivier Pantaloni, allenatore di calcio e ex calciatore francese
- 1966 - David Safier, scrittore tedesco
- 1966 - Jure Zdovc, allenatore di pallacanestro e ex cestista sloveno
- 1967 - Jamie Foxx, attore e cantante statunitense
- 1967 - Colin Kolles, imprenditore, dirigente d'azienda e dirigente sportivo rumeno
- 1967 - Mika Kuusisto, ex fondista finlandese
- 1967 - NeNe Leakes, personaggio televisivo, attrice e stilista statunitense
- 1967 - Lorenzo Nigro, archeologo italiano
- 1967 - Chris O'Loughlin, ex schermidore statunitense
- 1967 - Veli Paloheimo, ex tennista finlandese
- 1967 - Václav Roubíček, ex tennista ceco
- 1967 - Scott Zolak, ex giocatore di football americano statunitense
- 1967 - Wang Tao, tennistavolista cinese
- 1968 - Maximo Ibarra, dirigente d'azienda italiano
- 1968 - Vito Intini, ultramaratoneta italiano
- 1968 - Robert Newman, allenatore di calcio e ex calciatore inglese
- 1968 - Morgan Rose, batterista e produttore discografico statunitense
- 1968 - Shaun Stafford, ex tennista statunitense
- 1968 - David Strang, ex mezzofondista britannico
- 1969 - Paul Attwood, ex bobbista britannico
- 1969 - Senad Begović, ex cestista bosniaco
- 1969 - Andrea Benvenuti, ex mezzofondista italiano
- 1969 - Tony Curran, attore britannico
- 1969 - Sergej Fëdorov, dirigente sportivo e ex hockeista su ghiaccio sovietico
- 1969 - Evric Gray, ex cestista statunitense
- 1969 - Hideo Ishikawa, doppiatore giapponese
- 1969 - Tareq Khairi Hussein, ex cestista egiziano
- 1969 - Fredrik Lööf, ex velista svedese
- 1969 - Murat Ismailovič Nasyrov, cantante russo († 2007)
- 1969 - Jacky Peeters, ex calciatore belga
- 1969 - Allen Schindler, marinaio statunitense († 1992)
- 1969 - Lucia Stara, attrice e cantante italiana
- 1969 - Lusia Strus, attrice statunitense
- 1969 - Jennifer Youngs, attrice e cantante statunitense
- 1970 - Jesse Armstrong, sceneggiatore e produttore cinematografico inglese
- 1970 - Mostafa Belai, ex giocatore di calcio a 5 saudita
- 1970 - Tonja Buford-Bailey, ex ostacolista statunitense
- 1970 - Pat Chambers, allenatore di pallacanestro statunitense
- 1970 - Charles Claxton, ex cestista americo-verginiano
- 1970 - Joel Hoekstra, chitarrista statunitense
- 1970 - Eoin Jess, ex calciatore scozzese
- 1970 - Gerlinde Kaltenbrunner, alpinista austriaca
- 1970 - Pascal Lina, ex calciatore francese
- 1970 - Danny Lohner, polistrumentista statunitense
- 1970 - Ireneusz Mamrot, allenatore di calcio polacco
- 1970 - Võ Văn Thưởng, politico vietnamita
- 1971 - Vaughan Coveny, allenatore di calcio e ex calciatore neozelandese
- 1971 - Filippo Genzardi, attore italiano
- 1971 - Naomi Long, politica britannica
- 1971 - Eddie Newton, allenatore di calcio e ex calciatore inglese
- 1971 - Park Jin-young, cantante, attore e produttore discografico sudcoreano
- 1971 - Van Partible, animatore, regista e sceneggiatore filippino
- 1971 - Jeffrey Pierce, attore e ex modello statunitense
- 1971 - Totchtawan Sripan, allenatore di calcio e ex calciatore thailandese
- 1971 - Oliver Straube, ex calciatore tedesco
- 1971 - Leanne Wood, politica gallese
- 1972 - Edmond Dalipi, ex calciatore albanese
- 1972 - Vladimirs Draguns, ex calciatore lettone
- 1972 - Nader El-Sayed, ex calciatore egiziano
- 1972 - Antonio Esposito, ex calciatore e allenatore di calcio svizzero
- 1972 - Jonny Hanssen, allenatore di calcio e ex calciatore norvegese
- 1972 - Peter Luttenberger, ex ciclista su strada austriaco
- 1972 - American McGee, autore di videogiochi e informatico statunitense
- 1972 - James Murdoch, imprenditore britannico
- 1972 - Trish Regan, conduttrice televisiva statunitense
- 1972 - Mauricio Solís, ex calciatore costaricano
- 1972 - Tamaki Uchiyama, ex calciatrice giapponese
- 1973 - Emre Aşık, allenatore di calcio e ex calciatore turco
- 1973 - Christie Clark, attrice statunitense
- 1973 - Adeline Dumapong, sollevatrice filippina
- 1973 - Meghna Gulzar, regista e sceneggiatrice indiana
- 1973 - Mohamed Juma, ex calciatore bahreinita
- 1973 - Altin Rrica, ex calciatore albanese
- 1973 - Aaron Yates, pilota motociclistico statunitense
- 1974 - Mika Ahola, pilota motociclistico finlandese († 2012)
- 1974 - Richard Dourthe, ex rugbista a 15 e allenatore di rugby a 15 francese
- 1974 - David Jemmali, ex calciatore tunisino
- 1974 - Nick McCarthy, chitarrista e tastierista britannico
- 1974 - Antonio Saccardo, ex cestista italiano
- 1974 - Mate Skelin, allenatore di pallacanestro, dirigente sportivo e ex cestista croato
- 1974 - Davide Vecchi, giornalista e saggista italiano
- 1975 - Bates Battaglia, ex hockeista su ghiaccio statunitense
- 1975 - Michael Baumgartner, politico statunitense
- 1975 - Nicolas Beaudan, ex schermidore francese
- 1975 - C.J. Bruton, ex cestista e allenatore di pallacanestro statunitense
- 1975 - Adrian Chivu, scrittore rumeno
- 1975 - Frédéric Collignon, sportivo belga
- 1975 - Tom DeLonge, cantante e chitarrista statunitense
- 1975 - Javi Venta, ex calciatore spagnolo
- 1975 - James Kyson Lee, attore statunitense
- 1975 - Bahar Mert, ex pallavolista turca
- 1975 - Félix Sánchez Bas, allenatore di calcio spagnolo
- 1975 - Magdalena Wrobel, supermodella polacca
- 1976 - Viola Bauer, ex fondista tedesca
- 1976 - Leonardo Beccafichi, disc jockey e produttore discografico italiano
- 1976 - Christofer Fjellner, politico svedese
- 1976 - Daniel Howard, pallavolista australiano
- 1976 - Nenad Mladenović, ex calciatore serbo
- 1976 - Maloy Lozanes, cantante filippina
- 1976 - Mark Paston, ex calciatore neozelandese
- 1976 - Pierantonio Sandri, italiano († 1995)
- 1976 - Radosław Sobolewski, allenatore di calcio e ex calciatore polacco
- 1976 - Evgenij Vorob'ëv, scacchista russo
- 1976 - Rama Yade, politica francese
- 1977 - Alan Archibald, allenatore di calcio e ex calciatore scozzese
- 1977 - Edward Azzopardi, ex calciatore maltese
- 1977 - Denis Bertolini, ex ciclista su strada italiano
- 1977 - Classified, rapper canadese
- 1977 - Ariana Harwicz, scrittrice argentina
- 1977 - Andrew Higginson, giocatore di snooker inglese
- 1977 - Abdullah Husan, ex calciatore kuwaitiano
- 1977 - Emanuela Panatta, attrice teatrale e ballerina italiana
- 1977 - Lauri Porra, bassista finlandese
- 1977 - Peter Stringer, ex rugbista a 15 irlandese
- 1978 - Fabio Di Bella, allenatore di pallacanestro e ex cestista italiano
- 1978 - Cameron Douglas, attore statunitense
- 1978 - Kaspars Kambala, ex cestista e pugile lettone
- 1978 - Oleksandr Melaščenko, allenatore di calcio e ex calciatore ucraino
- 1978 - B.J. Penn, artista marziale misto statunitense
- 1978 - Bianca Vescan, ex cestista rumena
- 1978 - Okan Yalabik, attore turco
- 1979 - Gustavo Cabrera, ex calciatore guatemalteco
- 1979 - Sibeth Ndiaye, politica francese
- 1979 - Tarek Oukid, ex cestista algerino
- 1979 - Maria Ilaria Pasqui, dirigente sportiva, ex calciatrice e avvocata italiana
- 1979 - Jurica Puljiz, ex calciatore croato
- 1979 - Hiosvany Salgado, pallavolista cubano
- 1979 - Matjaž Smodiš, ex cestista sloveno
- 1979 - Luke Steele, cantante australiano
- 1979 - Nathan Wilmot, velista australiano
- 1980 - Patrik Antonius, giocatore di poker finlandese
- 1980 - Emanuele Di Gregorio, velocista italiano
- 1980 - Ryan France, ex calciatore inglese
- 1980 - Alessandro Giglio Vigna, politico italiano
- 1980 - Anna Giordano Bruno, ex astista italiana
- 1980 - Kristaps Grebis, ex calciatore lettone
- 1980 - Marc Gual, hockeista su pista e allenatore di hockey su pista spagnolo
- 1980 - Marcus Hatten, ex cestista statunitense
- 1980 - Shungiku Nakamura, fumettista e illustratrice giapponese
- 1980 - Vaggelīs Nastos, ex calciatore greco
- 1980 - Wioletta Potępa, ex discobola e militare polacca
- 1980 - Allan Russell, allenatore di calcio e ex calciatore scozzese
- 1980 - Satoshi Tsumabuki, attore e cantante giapponese
- 1980 - Agnieszka Włodarczyk, attrice e cantante polacca
- 1981 - Benjamin Cortus, arbitro di calcio tedesco
- 1981 - Paul Essola, ex calciatore camerunese
- 1981 - Hans Grugger, ex sciatore alpino austriaco
- 1981 - Jang Seung-jo, attore sudcoreano
- 1981 - Alhaji Jeng, ex astista svedese
- 1981 - John Korir, ex mezzofondista keniota
- 1981 - Amy Lee, cantautrice, compositrice e polistrumentista statunitense
- 1981 - Ahmad Mnajed, ex calciatore iracheno
- 1981 - Anderson Luís Pinheiro, ex calciatore brasiliano
- 1981 - Abubakari Yakubu, calciatore ghanese († 2017)
- 1982 - Ahmed Mushaima, calciatore bahreinita
- 1982 - Anthony Callea, cantante australiano
- 1982 - Elisa Di Francisca, ex schermitrice italiana
- 1982 - Francis Dickoh, ex calciatore ghanese
- 1982 - Vinícius Duarte, giocatore di calcio a 5 brasiliano
- 1982 - Elena Evseeva, ballerina russa
- 1982 - Dan Hamhuis, hockeista su ghiaccio canadese
- 1982 - Simona Krupeckaitė, pistard lituana
- 1982 - Alexis Michalik, attore, drammaturgo e scrittore francese
- 1982 - Eita Nagayama, attore giapponese
- 1982 - Alison Shanks, ex pistard e ex ciclista su strada neozelandese
- 1982 - Kōtarō Tanaka, attore giapponese
- 1983 - Hazza Al Mansouri, astronauta emiratino
- 1983 - Alekos Alekou, ex calciatore cipriota
- 1983 - Satya Bhabha, attore inglese
- 1983 - Ahyee Aye Elvis, ex calciatore ivoriano
- 1983 - David Lee Fox, ex calciatore inglese
- 1983 - Maureen Franco, ex calciatore uruguaiano
- 1983 - Barış Güney, ex cestista turco
- 1983 - Han Xiaopeng, sciatore freestyle cinese
- 1983 - Richard Hibbard, rugbista a 15 britannico
- 1983 - Otylia Jędrzejczak, ex nuotatrice polacca
- 1983 - Janeth Jepkosgei, mezzofondista keniota
- 1983 - Henrik Lundström, attore svedese
- 1983 - Michele Muratori, politico sammarinese
- 1983 - Daniel Ross Owens, attore statunitense
- 1983 - Laura Summerton, ex cestista australiana
- 1983 - Matteo Torchio, bobbista italiano
- 1983 - Kimberly Vandenberg, nuotatrice statunitense
- 1983 - Scott Vernon, ex calciatore inglese
- 1983 - Beckham Wyrick, ex cestista statunitense
- 1983 - J Álvarez, cantante e personaggio televisivo portoricano
- 1984 - Giulia Carcasi, scrittrice italiana
- 1984 - Santi Cazorla, calciatore spagnolo
- 1984 - Jo Yong-ho, videogiocatore sudcoreano
- 1984 - Michal Kadlec, ex calciatore ceco
- 1984 - Salvis Mētra, ex cestista lettone
- 1984 - Jens Portin, ex calciatore finlandese
- 1984 - Hanna-Maria Seppälä, ex nuotatrice finlandese
- 1984 - Irakli Turmanidze, sollevatore georgiano
- 1984 - Jed Zayner, ex calciatore statunitense
- 1985 - Marina Akulova, pallavolista russa
- 1985 - Nikolle Correa, pallavolista brasiliana
- 1985 - Peter Eastgate, giocatore di poker danese
- 1985 - Alice Goodwin, modella britannica
- 1985 - Evgenij Gorodov, ex calciatore russo
- 1985 - Anton Grigor'ev, ex calciatore russo
- 1985 - Jonne Halttunen, copilota di rally finlandese
- 1985 - Frida Hansdotter, ex sciatrice alpina svedese
- 1985 - Jeon Ji-soo, ex pattinatrice di short track sudcoreana
- 1985 - Laurence Leboeuf, attrice canadese
- 1985 - Na Ree, modella sudcoreana
- 1985 - Lexie Marie, ex attrice pornografica statunitense
- 1985 - Valentina Pallavicino, doppiatrice italiana
- 1985 - Daigoro Timoncini, ex lottatore italiano
- 1985 - Ensi, rapper italiano
- 1986 - Dennis Bermudez, artista marziale misto statunitense
- 1986 - Stine Bramsen, cantante danese
- 1986 - Kristen Dalton, modella statunitense
- 1986 - Luís Dialisson de Souza Alves, calciatore brasiliano
- 1986 - John-Paul Duarte, ex calciatore gibilterriano
- 1986 - Michael Elgin, wrestler canadese
- 1986 - Zachary Garred, attore australiano
- 1986 - Hiromi Igarashi, doppiatrice giapponese
- 1986 - Enea Koliçi, calciatore albanese
- 1986 - Mikael Lustig, ex calciatore svedese
- 1986 - Sunita Mani, attrice, comica e ballerina statunitense
- 1986 - Travis Padgett, velocista statunitense
- 1986 - Ruben Sança, maratoneta e mezzofondista capoverdiano
- 1986 - David Macalister Silva, calciatore colombiano
- 1987 - Albert Adomah, calciatore inglese
- 1987 - Jacopo Calatroni, doppiatore e direttore del doppiaggio italiano
- 1987 - Billy Clarke, ex calciatore irlandese
- 1987 - Daniele Cremonesi, nuotatore italiano
- 1987 - Mutlu Demir, cestista turco
- 1987 - Maodomalick Faye, ex calciatore senegalese
- 1987 - James Holmes, criminale statunitense
- 1987 - Thabo Matlaba, calciatore sudafricano
- 1987 - Paulita Pappel, regista e sceneggiatrice spagnola
- 1987 - Weverton Pereira da Silva, calciatore brasiliano
- 1987 - Michael Socha, attore britannico
- 1987 - Hendrik Tui, rugbista a 15 neozelandese
- 1988 - Nichole Ayers, astronauta statunitense
- 1988 - Bai Xue, maratoneta e mezzofondista cinese
- 1988 - Darcy Blake, ex calciatore gallese
- 1988 - Aleksandra Cotti, ex pallanuotista e allenatrice di pallanuoto italiana
- 1988 - Rickie Fowler, golfista statunitense
- 1988 - Riker Hylton, velocista giamaicano
- 1988 - Hernán Novick, calciatore uruguaiano
- 1988 - Elena Russo, ex cestista italiana
- 1988 - Laís Souza, sciatrice freestyle e ex ginnasta brasiliana
- 1989 - Cécilia Berder, schermitrice francese
- 1989 - Christo Bilukidi, ex giocatore di football americano angolano
- 1989 - Stefan Birčević, ex cestista serbo
- 1989 - Diego Calderón Caicedo, calciatore colombiano
- 1989 - Chiara Canzian, cantautrice e blogger italiana
- 1989 - Katherine Schwarzenegger, scrittrice statunitense
- 1989 - Filip Kraljević, cestista croato
- 1989 - Mikel Landa, ciclista su strada spagnolo
- 1989 - Denisa Manelista, cantante rumena († 2017)
- 1989 - Hellen Obiri, maratoneta e mezzofondista keniota
- 1989 - Ksenia Palkina, ex tennista kirghiza
- 1989 - Mario Rivillos, giocatore di calcio a 5 spagnolo
- 1989 - Curtis Slater, giocatore di football americano statunitense
- 1989 - Taylor Swift, cantautrice e imprenditrice statunitense
- 1989 - Mejdi Traoui, calciatore tunisino
- 1989 - Tim Tscharnke, ex fondista tedesco
- 1989 - Patryk Tuszyński, calciatore polacco
- 1989 - Courtney Upshaw, giocatore di football americano statunitense
- 1990 - Arsen Chubulov, ex calciatore russo
- 1990 - Fletcher Cox, ex giocatore di football americano statunitense
- 1990 - Billy Forbes, calciatore britannico
- 1990 - Leah Fortune, allenatrice di calcio e ex calciatrice brasiliana
- 1990 - Anton Hysén, calciatore svedese
- 1990 - Johannes Laaksonen, calciatore finlandese
- 1990 - Lamar Mady, giocatore di football americano statunitense
- 1990 - Zeke Marshall, cestista statunitense
- 1990 - Milan Nitrianský, calciatore ceco
- 1990 - Giulio Rincione, fumettista, illustratore e artista italiano
- 1990 - Arantxa Rus, tennista olandese
- 1990 - Isac Santos, pallavolista brasiliano
- 1990 - Stipe Žunić, pesista e giavellottista croato
- 1991 - Tendayi Darikwa, calciatore inglese
- 1991 - Ismaël Diakité, calciatore mauritano
- 1991 - Daniel Doheny, attore canadese
- 1991 - Mohamed Hamdi, calciatore egiziano
- 1991 - Ksenija Karelina, ballerina russa
- 1991 - Dermot Kennedy, cantautore irlandese
- 1991 - Senah Mango, calciatore togolese
- 1991 - Sara McManus, giocatrice di curling svedese
- 1991 - Matías Pisano, calciatore argentino
- 1991 - Mohammad Rahbari, schermidore iraniano
- 1991 - Aleksandar Sedlar, calciatore serbo
- 1991 - Marine Serre, stilista francese
- 1991 - Gastón Soffritti, attore argentino
- 1991 - Vladimir Tarasenko, hockeista su ghiaccio russo
- 1991 - Ruby Tui, rugbista a 15 neozelandese
- 1991 - Michele Visentin, rugbista a 15 italiano
- 1991 - Nikola Vukčević, calciatore montenegrino
- 1992 - Matthijs Büchli, pistard olandese
- 1992 - Jon Ander Insausti, ex ciclista su strada e ciclocrossista spagnolo
- 1992 - Mizuho Kato, calciatrice giapponese
- 1992 - Bruno Martignoni, calciatore svizzero
- 1992 - Andrea Radonjić, modella montenegrina
- 1992 - Marc Rochester Sørensen, calciatore danese
- 1992 - Gjelbrim Tahipi, calciatore albanese
- 1992 - Roméo Elvis, rapper belga
- 1992 - Jordan Williams, calciatore inglese
- 1993 - Abdiel Arroyo, calciatore panamense
- 1993 - Vasilisa Michajlovna Beržanskaja, mezzosoprano russo
- 1993 - Sergej Bida, schermidore russo
- 1993 - Danielle Collins, tennista statunitense
- 1993 - Patrick Fernandes, calciatore capoverdiano
- 1993 - Ruben Gado, multiplista francese
- 1993 - Bazoumana Koné, cestista tedesco
- 1993 - Jakub Plšek, calciatore ceco
- 1993 - Andreas Raudsepp, calciatore estone
- 1993 - Geremias Ribeiro Junior, calciatore brasiliano
- 1993 - Andreea Stefanescu, ex ginnasta rumena
- 1993 - Alexandra Tavernier, martellista francese
- 1993 - Marco Warren, calciatore bermudiano († 2023)
- 1993 - Ryan Woods, calciatore inglese
- 1994 - Kennedy Ashia, ex calciatore ghanese
- 1994 - Jermaine Eluemunor, giocatore di football americano inglese
- 1994 - George Evans, calciatore inglese
- 1994 - Fernando Ferreira, altista brasiliano
- 1994 - Francesco Fortunato, marciatore italiano
- 1994 - Nazair Jones, ex giocatore di football americano statunitense
- 1994 - Pau López, calciatore spagnolo
- 1994 - Millene Karine Fernandes Arruda, calciatrice brasiliana
- 1994 - Evgenij Minčenko, cestista ucraino
- 1994 - Nicola Pongolini, giocatore di bowling italiano
- 1994 - Keenan Reynolds, ex giocatore di football americano statunitense
- 1994 - Andrėj Salavej, calciatore bielorusso
- 1995 - Luis Argudo, ex calciatore statunitense
- 1995 - Alexis Arias, calciatore peruviano
- 1995 - Tolulope Arotile, militare nigeriana († 2020)
- 1995 - Zsombor Berecz, calciatore ungherese
- 1995 - Emma Corrin, attrice britannica
- 1995 - Marvin Friedrich, calciatore tedesco
- 1995 - Aslı Kalaç, pallavolista turca
- 1995 - Andrij Kucharuk, calciatore ucraino
- 1995 - Lin Yu-ting, pugile taiwanese
- 1995 - Noh Do-hee, pattinatrice di short track sudcoreana
- 1995 - Khefil Osseni, giocatore di football americano francese
- 1995 - Achilleas Pouggouras, calciatore greco
- 1995 - Sandra Robatscher, slittinista italiana
- 1996 - Yhoan Andzouana, calciatore congolese (Repubblica del Congo)
- 1996 - Giuseppe Angelino, kickboxer italiano
- 1996 - Maxime Do Couto, calciatore francese
- 1996 - Varvara Flink, tennista russa
- 1996 - Aurora Galli, calciatrice italiana
- 1996 - Megan Gustafson, cestista statunitense
- 1996 - Townley Haas, ex nuotatore statunitense
- 1996 - Tamás Kenderesi, nuotatore ungherese
- 1996 - Aïssa Laïdouni, calciatore francese
- 1996 - Sergio Martín, ex ciclista su strada spagnolo
- 1996 - Naoki Mizunuma, nuotatore giapponese
- 1996 - Nijal Pearson, cestista statunitense
- 1996 - Nicolai Rapp, calciatore tedesco
- 1996 - August Raskie, pallavolista statunitense
- 1996 - Isaiah Reese, cestista statunitense
- 1996 - Vincent Riendeau, tuffatore canadese
- 1996 - Marek Rodák, calciatore slovacco
- 1996 - Pascal Rüegg, giocatore di football americano svizzero
- 1996 - Nino Serdarušić, tennista croato
- 1996 - Masae Tsuchiya, fondista giapponese
- 1996 - Asja Zenere, sciatrice alpina italiana
- 1997 - Camelia Ceasar, calciatrice romena
- 1997 - Kouassi Eboue, calciatore ivoriano
- 1997 - Dávid Hancko, calciatore slovacco
- 1997 - Tavon King, cestista statunitense
- 1997 - The Limba, cantante kazako
- 1997 - Alexander Munksgaard, calciatore danese
- 1997 - Jah-Nhai Perinchief, triplista bermudiano
- 1997 - Amparo Piñero, attrice, cantante e ballerina spagnola
- 1997 - Leyla Tanlar, attrice turca
- 1997 - Wang Simin, pallavolista cinese
- 1997 - Takuma Ōminami, calciatore giapponese
- 1998 - Osman Bukari, calciatore ghanese
- 1998 - Franck Kanouté, calciatore senegalese
- 1998 - Maksim Nenachov, calciatore russo
- 1998 - Daviyon Nixon, giocatore di football americano canadese
- 1998 - Takuto Otoguro, lottatore giapponese
- 1998 - Ariagner Smith, calciatore nicaraguense
- 1998 - Barnabás Szőllős, sciatore alpino ungherese
- 1998 - Laura Traets, ginnasta bulgara
- 1998 - Wu Shaotong, snowboarder cinese
- 1999 - Marina Bassols Ribera, tennista spagnola
- 1999 - Cristian, calciatore brasiliano
- 1999 - Ildi Gruda, calciatore albanese
- 1999 - Adrian Gryszkiewicz, calciatore polacco
- 1999 - Holly Hibbott, nuotatrice britannica
- 1999 - Omar Imeri, calciatore macedone
- 1999 - Anett Németh, pallavolista ungherese
- 1999 - Morris Udeze, cestista statunitense
- 2000 - Manuel António, canoista angolano
- 2000 - Paige Briggs, pallavolista statunitense
- 2000 - Nakobe Dean, giocatore di football americano statunitense
- 2000 - Hatim Essaouabi, calciatore marocchino
- 2000 - Sadık Emir Kabaca, cestista turco
- 2000 - Jurguens Montenegro, calciatore costaricano
- 2000 - Matías Pólvera, calciatore argentino
- 2000 - Simão Rocha, calciatore portoghese
- 2000 - Ignacio Russo, calciatore argentino
- 2000 - Amaiur Sarriegi, calciatrice spagnola
- 2000 - Lisa Schulte, slittinista austriaca
- 2000 - Kristers Tobers, calciatore lettone
- 2000 - Simona Waltert, tennista svizzera
- 2000 - Rino Yanagimoto, sciatrice freestyle giapponese

## XXI secolo(14)
- 2001 - Eren Dinkçi, calciatore tedesco
- 2001 - Cristian Dumitru, calciatore rumeno
- 2001 - Myles Harden, giocatore di football americano statunitense
- 2001 - Sophia Kianni, attivista e imprenditrice statunitense
- 2001 - Dan Neil, calciatore inglese
- 2002 - Brock Bowers, giocatore di football americano statunitense
- 2002 - Jalen Milroe, giocatore di football americano statunitense
- 2003 - Jonas Adjetey, calciatore ghanese
- 2003 - Jorge Guzmán, calciatore messicano
- 2004 - Zachary Athekame, calciatore svizzero
- 2004 - Bettina Fábián, nuotatrice ungherese
- 2004 - Djeidi Gassama, calciatore francese
- 2004 - Thérence Koudou, calciatore francese
- 2007 - Yuri Oyarzo, calciatore uruguaiano

## Senza anno specificato(2)
- Federico III di Sicilia, sovrano († 1337)
- Roger Rueff, scrittore statunitense